# Colostèids
Els colostèids o colosteids (Colosteidae) són una família extinta de tetràpodes que existiren en el Carbonífer. Tenien canals de la línia lateral força desenvolupats, fet que suggereix un hàbitat aquàtic.